# Данелюв
Данелюв (пол. Danielów) — село в Польщі, у гміні Каменськ Радомщанського повіту Лодзинського воєводства.
Населення — 187 осіб (2011).
У 1975—1998 роках село належало до Пйотрковського воєводства.

## Демографія
Демографічна структура станом на 31 березня 2011 року:
|          | Загалом | Допрацездатний вік | Працездатний вік | Постпрацездатний вік |
| -------- | ------- | ------------------ | ---------------- | -------------------- |
| Чоловіки | 100     | 22                 | 66               | 12                   |
| Жінки    | 87      | 24                 | 35               | 28                   |
| Разом    | 187     | 46                 | 101              | 40                   |